# Tetraodorhina borealis
Tetraodorhina borealis är en skalbaggsart som beskrevs av Olsoufieff 1940. Tetraodorhina borealis ingår i släktet Tetraodorhina och familjen Cetoniidae. Inga underarter finns listade i Catalogue of Life.